# Gerson
Gerson (hebräisch גֵּרְשׁוֹן gēršōn) ist ein hebräischer Vorname, der vor allem als Familienname vorkommt.

## Herkunft und Bedeutung
Beim Namen Gerson handelt es sich um eine u. a. lateinische Variante des hebräischen Namens גֵּרְשׁוֹן gēršōn. Er entstand aus der Wurzel גרשׁ grš „vertreiben“, „aufwühlen“ mit der Endung -ān bzw. -ām. Eine andere Theorie bringt den Namen mit der arabischen Vokabel ğaras „Glocke“, „Schelle“ in Verbindung.
Im Tanach trägt der älteste Sohn Levis den Namen Gerschon (Gen 46,11  u. ö.).

## Verbreitung
Als Vorname ist Gerson in erster Linie in den USA, den Niederlanden und Spanien verbreitet, kommt dort jedoch nur selten vor. Die hebräische Variante גֵּרְשׁוֹן gēršōn ist in Israel sehr geläufig.

## Varianten
- Dänisch: Gershon
- Deutsch: Gerschon
- Englisch: Gershon
- Französisch: Guershôn, Guerschon, Guershon
- Griechisch
  - Septuaginta: Γηρσων Gērsōn, Γεδσων Gedsōn
- Hebräisch: גֵּרְשׁוֹן gēršōn
- Italienisch: Gherson
- Latein: Gerson
- Kroatisch: Geršon
- Niederländisch: Gerson
- Portugiesisch: Gérson
- Rumänisch: Gherșon
- Schwedisch: Gershon
- Spanisch: Gersón, Guersón, Guersón
- Tschechisch: Geršon, Geršón
- Ungarisch: Gerson

## Namensträger

### Familienname

#### Gerson
- Barry Gerson (* 1939), US-amerikanischer Filmkünstler
- Betty Lou Gerson (1914–1999), US-amerikanische Schauspielerin
- Christian Gerson (1567–1622), deutscher evangelischer Konvertit und Theologe
- Claus Gerson (1917–2010), US-amerikanischer Hockeyspieler
- Daniel Gerson (1966–2016), amerikanischer Drehbuchautor
- Dora Gerson (Medizinerin) (1884–1941), deutsche Medizinerin
- Dora Gerson (Schauspielerin) (Dorothea Gerson; 1899–1943), deutsche Schauspielerin und Sängerin
- Dunja Gerson (* 1996), Schweizer Beachvolleyballspielerin
- Edith Gerson-Kiwi (1908–1992), deutsch-israelische Musikwissenschaftlerin
- Fabian Gerson (1926–2011), polnisch-schweizerischer Chemiker
- Georg Gerson (1790–1825), dänischer Komponist und Bankier
- Georg Hartog Gerson (1788–1844), Arzt der King’s German Legion in den Napoleonischen Kriegen
- Hans Gerson (1881–1931), deutscher Architekt, siehe Hans und Oskar Gerson
- Hermann Gerson (Menachem Gerson; 1908–1989), deutscher Jugendfunktionär und geistiger Führer der Werkleute (Bund jüdische Jugend)
- Herrmann Gerson (1813–1861), deutscher Großkaufmann
- Horst Gerson (1907–1978), deutsch-niederländischer Kunsthistoriker
- Israel Gerson (1786–1872), deutscher Kaufmann
- Jean Gerson (1363–1429), französischer Theologe und Mystiker
- Kathleen Gerson (* 1959), US-amerikanische Soziologin
- Lars Gerson (* 1990), luxemburgischer Fußballspieler
- Lloyd Phillip Gerson (* 1948), US-amerikanisch-kanadischer Philosophiehistoriker
- Lotte Gerson (1905–1995), deutsche Architektin und Fotografin
- Marc Gerson (* 1954), luxemburgisch-französisch-schweizerischer Volleyball- und Beachvolleyballspieler und Trainer
- Martin Gerson (1902–1944), Vorkämpfer der Hachschara
- Max Gerson (1881–1959), Entwickler der Gerson-Therapie zur Behandlung von Krebs
- Mirco Gerson (* 1992), Schweizer Beachvolleyballspieler
- Nuno Gerson (* 1983), angolanischer Fußballtorhüter
- Oskar Gerson (1886–1966), deutscher Architekt, siehe Hans und Oskar Gerson
- Roy Gerson (1959–2023), US-amerikanischer Jazzmusiker
- Sam Gerson (1895–1972), US-amerikanischer Ringer
- Wojciech Gerson (1831–1901), polnischer Maler

#### Gershon
- Alik Gershon (* 1980), israelischer Schachgroßmeister
- Anne A. Gershon, US-amerikanische Kinderärztin
- Gina Gershon (* 1962), US-amerikanische Schauspielerin
- Karen Gershon (1923–1993), deutsch-britische Schriftstellerin
- Levi ben Gershon (auch (Rabbi) Levi ben Gerson; 1288–1344), genannt „Gersonides“, Mathematiker, Philosoph, Rabbiner, Talmud-Gelehrter
- Pini Gershon (* 1951), israelischer Basketballtrainer
- Rami Gershon (* 1988), israelischer Fußballspieler
- Richard K. Gershon (1932–1983), US-amerikanischer Immunologe
- Shimon Gershon (* 1977), israelischer Fußballspieler

### Vorname
- Gerson Bleichröder (1822–1893), deutsch-jüdischer Bankier
- Gerson Guimarães Junior (* 1992), brasilianischer Fußballspieler
- Gershon Kingsley (1922–2019), jüdischer deutsch-amerikanischer Komponist
- Gerson Martínez (* 1989), chilenischer Fußballspieler
- Gérson de Oliveira Nunes (* 1941), brasilianischer Fußballspieler
- Gerson Stern (1874–1956), deutscher Schriftsteller

### Künstlername
- Gerson (Fußballspieler, 1941) (* 1941), brasilianischer Fußballspieler
- Gerson (Fußballspieler, 1965) (1965–1994), brasilianischer Fußballspieler
- Gerson (Fußballspieler, 1987) (* 1987), mosambikanischer Fußballspieler
- Gerson (Fußballspieler, 1992) (* 1992), brasilianischer Fußballspieler
- Gerson (Fußballspieler, 1997) (* 1997), brasilianischer Fußballspieler